# Grażyna Szapołowska
Grażyna Szapołowska (Bydgoszcz, 1953. szeptember 19.) lengyel színésznő. Gyakran szerepel európai – főleg magyar, olasz és német – filmekben.

## Élete és pályafutása
Az érettségit követően két évig a Wroclawi Pantomim Színházban játszott, majd a varsói Aleksander Zelwerowicz Színművészeti Akadémián tanult, melyet 1977-ben végzett el. 1977–1984 között Varsóban, a Nemzeti Színházban (Teatr Narodowy) játszott.
Már színiakadémiai tanulmányai alatt is játszott epizódszerepeket különféle televíziós sorozatokban. Első jelentős filmszerepét az 1977-ben forgatott Zapach ziemi (A föld illata) című lengyel–jugoszláv filmben alakította Jagoda szerepében. Emlékezetes alakítást nyújtott Makk Károly 1982-es Egymásra nézve című filmjében a leszbikus Lívia megformálásával. (A filmben a Szapolowska partnerét játszó Jadwiga Jankowska-Cieślak az 1982-es cannes-i filmfesztiválon a legjobb női alakítás díját kapta.) Ugyancsak 1982-ben Jan Nowicki oldalán játszott a Wielki Szu című filmben. 1983-ban főszerepet kapott a Lata dwudzieste... lata trzydzieste... (Húszas évek... harmincas évek...) című népszerű zenés komédiában. Ezt követően főként Krzysztof Kieślowskival dolgozott. Szerepelt Kieślowski 1984-ben készített Bez końca (Befejezés nélkül), valamint 1988-as Krótki film o miłości (Rövidfilm a szerelemről) című filmjében. Ez utóbbi alakításáért a chicagói filmfesztiválon Arany Hugó-díjat kapott, a gdański filmfesztiválon pedig a legjobb női alakítás díját kapta meg.
Az 1990-es években több jelentős lengyel filmben szerepet kapott. Leszek Wosiewicz 1997-es Kroniki domowe (Házi krónikák) című filmjében az anya szerepét alakította. Az Adam Mickiewicz Pan Tadeusz című hőseposza alapján 1999-ben Andrzej Wajda rendezésében készült azonos című filmben Telimena szerepét játszotta.

## Ismertebb filmjei
- 80 huszár (1978)
- Egymásra nézve (1982) – Lívia
- Szirmok, virágok, koszorúk (1984) – Mária
- Befejezés nélkül (1985) – Ula
- Rövidfilm a szerelemről (1988) – Magda
- Tízparancsolat – „Ne paráználkodj!” (1988) – Magda
- Hanussen (1988) – Valery de la Meer
- Pan Tadeusz (1999) – Telimena